# Fabian & Claude Walter Galerie
Die  Fabian & Claude Walter Galerie ist eine Schweizer Galerie für zeitgenössische Kunst.
Die Galerie wurde von Fabian & Claude Walter am 20. März 1986 in Basel eröffnet. Im 2002 erfolgte der Umzug der Galerie von Basel nach Zürich ins Löwenbräu Kunstareal. Seit Anfang Januar 2013 ist die Galerie neu im Zentrum von Zürich, zwischen Kunsthaus und Bellevue, an der Rämistrasse 18 beheimatet.
Die Galerie hat parallel zum Hauptausstellungsraum im großen Ausstellungssaal ein neues Ausstellungsprojekt mit dem Titel Kabinett geschaffen, dort werden Fotografien aus einem erweiterten Spektrum gezeigt. Bis heute hat die Galerie über 200 Einzel- und Gruppenausstellungen organisiert, publiziert Kataloge und beteiligt sich an internationalen Kunstmessen.

## Von der Galerie gehandelte Künstler
| - Magdalena Abakanowicz - Samira Abbassy - Eva Aeppli - Juan Carlos Alom - Joseph Beuys - Werner Bischof - Jean-Charles Blais - Sonja Braas - Serge Brignoni - Wynn Bullock - Balthasar Burkhard - René Burri - Lawrence Carroll - Tony Cragg - Carlos Crespo - Imogen Cunningham | - Sean Dawson - Andy Denzler - Adrián Fernández Milanés - Jill Freedman - Leyla Gediz - André Gelpke - Georg Gerster - Nan Goldin - René Groebli - Peter Hebeisen - Arnold Helbling - Hanspeter Hofmann - Roger Humbert - Peter Hutchinson - Hideki Iinuma - Leiko Ikemura | - Yayoi Kusama - Lenz Klotz - Stanislav Kolibal - Deborah Kelly - Saul Leiter - David Levinthal - Sally Mann - Mario Merz - Duane Michals - Erwin Olaf - Dennis Oppenheim - Meret Oppenheim - Leta Peer - René Peña - A. R. Penck - Markus Raetz | - Herb Ritts - Thomas Ritz - Frank Schramm - Richard Serra - Viveek Sharma - Roman Signer - Luzia Simons - Louis Soutter - Annelies Štrba - Jock Sturges - Hugo Suter - André Thomkins - Jerry Uelsmann - Bernd Völkle - Christian Vogt - Todd Walker |